# Loose Heart
Loose Heart – singiel grupy Riverside promujący płytę Out of Myself. Tytułowy utwór znajdował się przez 18 tygodni na Liście Przebojów Programu Trzeciego, docierając do 17 miejsca.

## Lista utworów
1. „Loose Heart” (radio edit) – 3:50
2. „Out Of Myself” – 3:44
3. „In Two Minds” – 4:36
4. „Loose Heart” (album version) – 4:48

## Twórcy
- Mariusz Duda – śpiew, gitara basowa
- Piotr Grudziński – gitara
- Piotr Kozieradzki – perkusja
- Jacek Melnicki – instrumenty klawiszowe